# بالاتر
بالاتر (به انگلیسی: Ballater) یک منطقهٔ مسکونی در اسکاتلند است که در ابردین‌شیر  واقع شده‌است. بالاتر ۱٬۴۴۶ نفر جمعیت دارد.